# Neanotis nummulariformis
Neanotis nummulariformis är en måreväxtart som först beskrevs av George Arnott Walker Arnott, och fick sitt nu gällande namn av Walter Hepworth Lewis. Neanotis nummulariformis ingår i släktet Neanotis och familjen måreväxter. Inga underarter finns listade i Catalogue of Life.